# Donoperteich
Der Donoperteich (auch Donoper Teich) liegt in einem vielbesuchten Naturschutzgebiet an der Grenze der Detmolder Ortsteile Hiddesen und Pivitsheide V. H. im Teutoburger Wald. Der Teich und das umliegende Gebiet wurde am 4. April 1950 gemeinsam mit dem Hiddeser Bent unter Schutz gestellt und gilt durch seine landschaftliche Vielfalt und Schönheit zu den beliebtesten Ausflugszielen in Lippe. Er wurde um 1625 auf Geheiß von Simon VII. für die Fischzucht angestaut und nach dem Kammerherrn von Donop benannt.

## Lage, Größe und Geologie
Das im Teutoburger Wald südwestlich der Stadt Detmold gelegene Naturschutzgebiet Donoperteich und Hiddeser Bent mit einer Größe von rund 119 Hektar besteht aus zwei Teilgebieten: Im westlichen Teil liegen der Donoperteich und der Krebsteich, das Hasselbachtal, der Kahle Ehberg und das Weginghauser Bruch. Im östlichen Teil liegt das einzig noch existierende Hochmoor in Lippe, das Hiddeser Bent. Der etwa 50 m breite und 150 m lange Donoperteich liegt 162 m über NN und der Untergrund besteht aus einer wasserundurchlässigen Cenoman-Mergelschicht der Oberkreide, die auch für das mäandrierende, tief eingeschnittene Bett des Hasselbachs sowie für die große Anzahl von Quellen in der Umgebung verantwortlich ist. Der Hasselbach entspringt am Fuß des 340 m hohen Kahlen Ehbergs, bildet durch Aufstauung zunächst den Krebsteich und nach etwa 500 m den Donoperteich. Im weiteren Verlauf wird der Hasselbach ein drittes Mal zum Hasselbachteich gestaut. Das Wasser ist relativ kalkreich und die teilweise eingefassten Quellen, darunter die südlich des Teichs gelegene Kummerbachquelle, werden zur Trinkwasserversorgung Detmolds genutzt.

## Geschichte

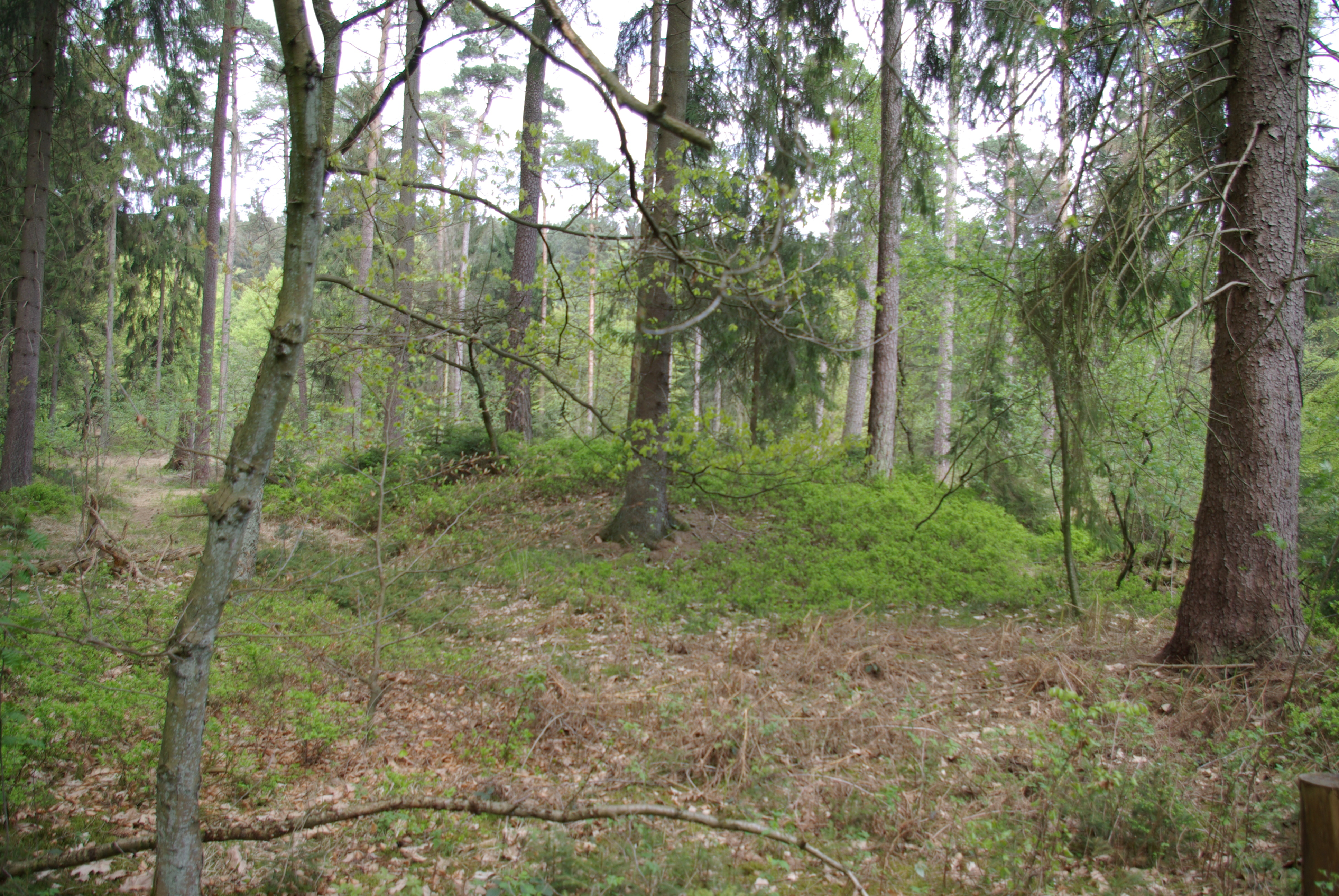
Hügelgrab am Donoperteich, 2009

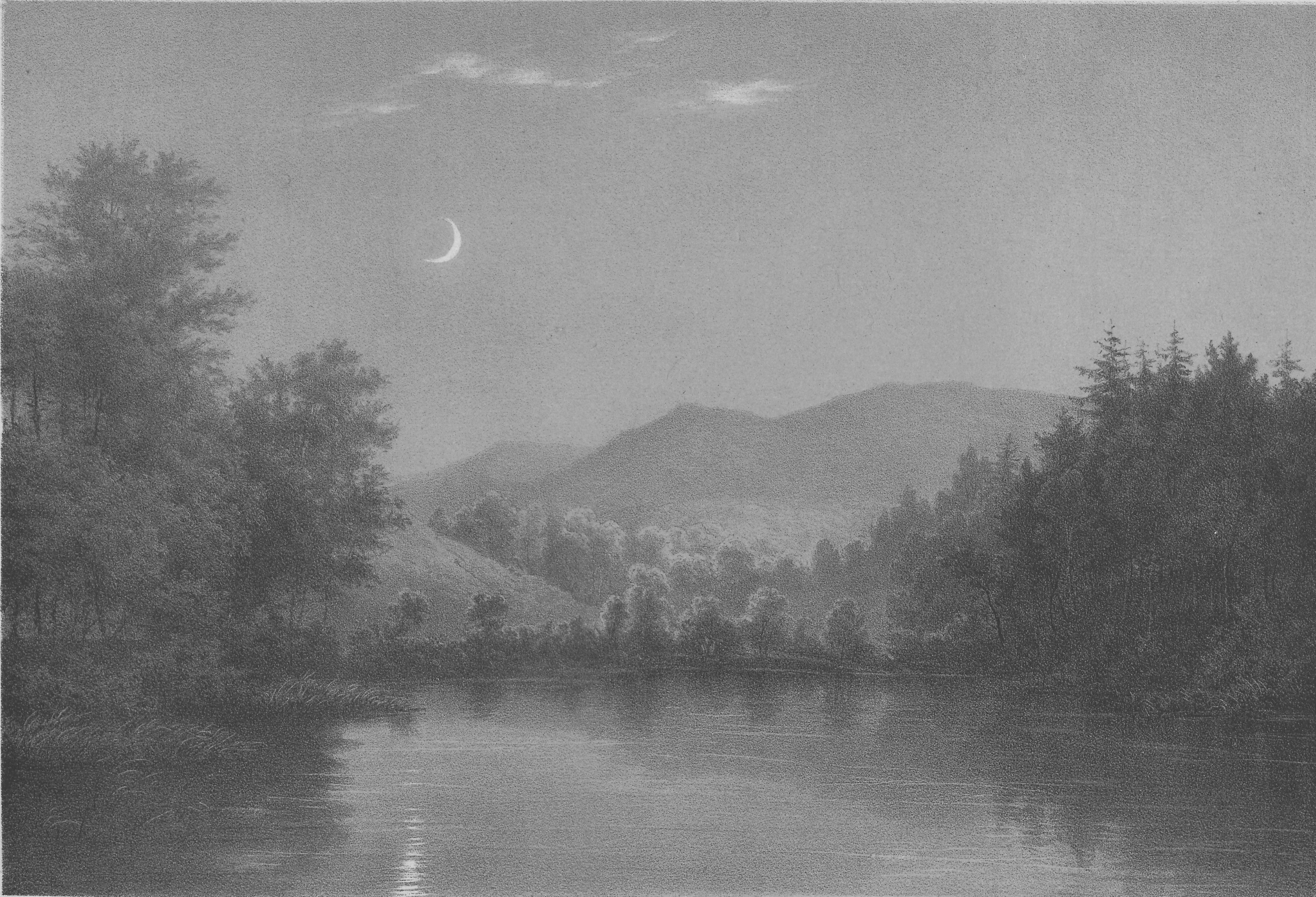
Donoperteich um 1875

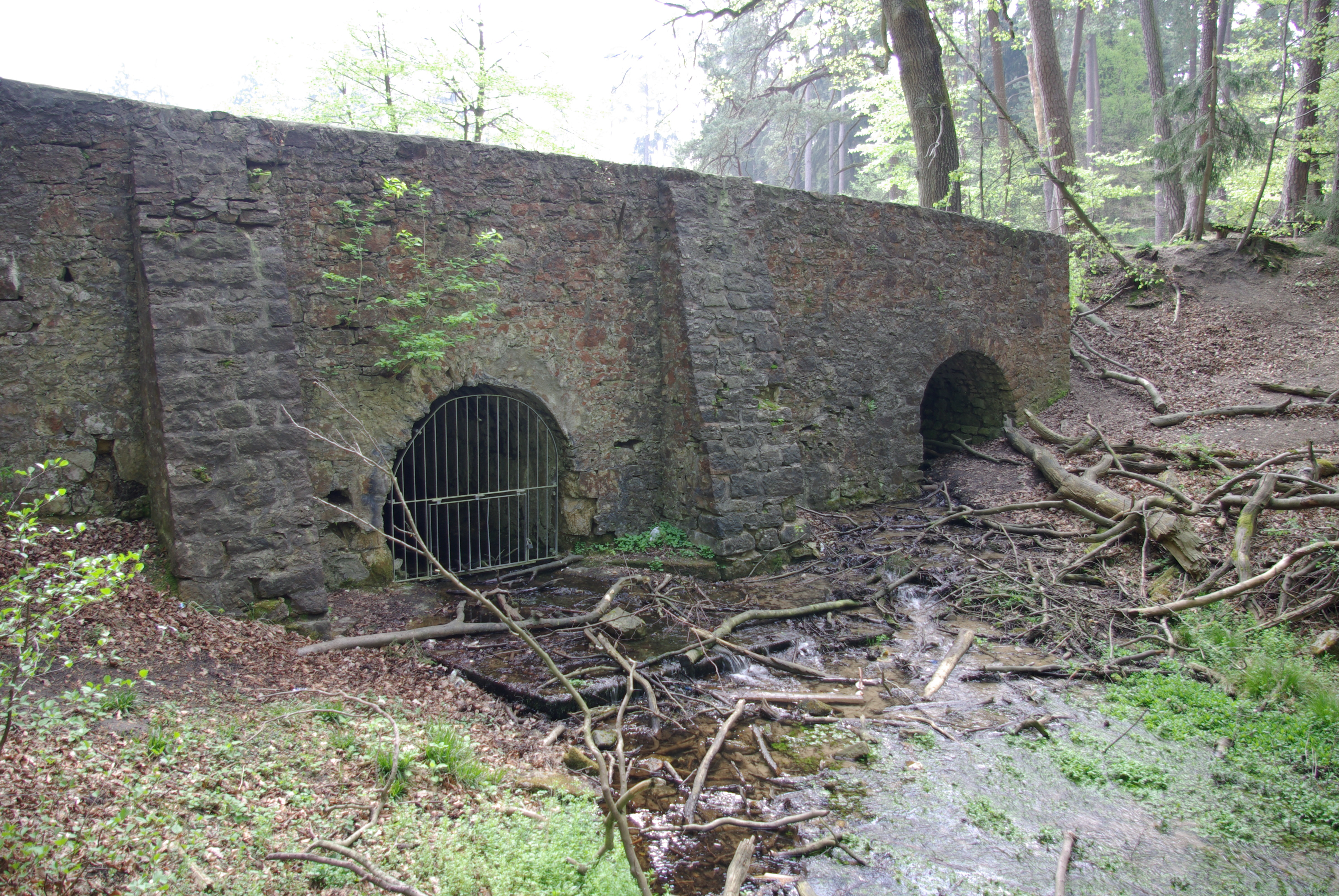
Staumauer des Donoperteichs, 2009

Die ältesten Spuren menschlicher Anwesenheit im Gebiet des heutigen Donoperteichs bilden einige 0,5 bis 1,7 Meter hohe Hügelgräber, die dem Übergang der Späten Bronzezeit zur Frühen Eisenzeit (ca. 600 bis 800 v. Chr.) zugeordnet werden. Die aus Sand und Sandstein errichteten Gräber mit einem Durchmesser von neun bis 23 Metern befinden sich am westlichen Ufer des Gewässers und geben heute nur einen kleinen Eindruck von der Größe der einst vorhandenen Grabhügelfelder. Die archäologischen Funde werden im Lippischen Landesmuseum in Detmold aufbewahrt.
Aus einer Steuerliste von 1390 ist zu entnehmen, dass sich zu dieser Zeit am Teich die Siedlung Wedinchusen (Weginghausen) befand. Die Bewohner wurden um 1540 nach Hiddesen umgesiedelt, weil sie der „Detmolder Hude und den landesherrlichen Holzungen nachteilig waren“. Am Ende des 16. Jahrhunderts erhielt der in Diensten des Landesherrn stehende Pferdehirte Johann Dreimann von Lopshorn seinen Wohnsitz am Hasselbach. Er sollte die wildlebenden Senner Pferde von dort aus betreuen. 1595 wurde sein Haus in Lopshorn abgebaut und im Gebiet des heutigen Donoperteichs neu errichtet. 1619 erwarb Graf Simon VII. den verschuldeten Besitz vom Johanns Sohn Deppe Dreimann für 400 Taler. Im Jahr 1618 wurde die Detmolder Hude von Simon VII. erweitert und zur gleichen Zeit begann man, den Hasselbach aufzustauen und die Teiche bei „Pferdehirts Hoff“ und „Pferdehirtten Deich“ als Fischteiche zu benutzen. In den Verzeichnissen der herrschaftlichen Fischteiche wird der erste ab 1625 mit „Donops Deich“ bezeichnet und mit 300 Jung-Forellen besetzt. Forellen waren zu dieser Zeit offenbar sehr beliebt und wurden vorwiegend im Detmolder Schloss verzehrt, aber auch an Detmolder Wildhändler und nach Bad Pyrmont geliefert.
Bis zur zweiten Hälfte des 19. Jahrhunderts diente das Gebiet um den Donoperteich als Hude für Detmold und Hiddesen, als Weide für die freilebenden Senner Pferde, wie auch für die Schweinemast und der Teich wurde als Tränke und Bad für das gehütete Vieh genutzt. Doch der Wald litt stark unter der Belastung durch die Hude. Wie sehr der Wald geschädigt wurde, zeigt eine Forstbeschreibung von 1756, die besagt, dass um diese Zeit „das Weginghauser Bruch ein fast gänzlich leeres, mit Heide bewachsenes und mit wenigen Eichen und Buchen bestandenes Revier“ war.
Im Lewgensgrund in der Nähe des Donoperteiches wurde 1861 für den Revierförster ein Dienstgebäude errichtet und ab 1895 darin eine Gaststätte eröffnet. Mit der Einweihung des Hermannsdenkmals im Jahr 1875 und der Entdeckung des Donoperteichs als Ausflugsziel hatte sich der Fremdenverkehr entwickelt. Von 1902 bis 1912 gab es einen Kahnbetrieb auf dem Teich, der gleich im ersten Jahr drei Unfalltote forderte. 1931 wurde die Gaststätte vom Forsthaus in das neu errichtete Gasthaus „Forstfrieden“ verlegt, das westlich vom Teich an der Landstraße nach Pivitsheide liegt. Nachdem es 2012 geschlossen hat, wurde es umgebaut und renoviert. Seit Ende August 2015 ist es komplett saniert neueröffnet worden. Am 4. April 1950 wurde der Donoperteich und das Hiddeser Bent als Naturschutzgebiet ausgewiesen.

## Tierwelt
Das Naturschutzgebiet am Donoperteich zeichnet sich durch seine Vielfalt an Lebensräumen aus und ist trotz der großen Zahl an Besuchern und Ausflüglern die Heimat zahlreicher Tiere und Pflanzen, besonders jedoch vieler Vogelarten. Die hier lebenden Brutvögel gehören zu den Kulturfolgern, die sich an die Nähe zu Menschen gewöhnt haben. Der lichte Mischwald beherbergt die meisten Brutvögel, so wurden hier alle sechs bei uns vorkommenden Spechtarten gesichtet: Schwarz-, Grün-, Grau-, Bunt-, Mittel- und Kleinspecht. Allerdings ist der Bestand an nistenden Spechten in den letzten Jahren stark rückläufig. Die verlassenen Buntspechthöhlen beziehen Kleiber, Star, Gartenrotschwanz, Trauerschnäpper und mehrere Meisenarten. Garten- und Waldbaumläufer bauen hinter der aufgeplatzten Rinde alter Bäume ihr Nest und huschen auf Nahrungssuche in Spiralen den Baum hinauf. In größeren Hohlräumen der Bäume brüten Waldkäuze, die hier lebenden Waldohreulen bevorzugen die vorhandenen Nester von Rabenkrähen als Brutplatz.
Häufig sind Amseln, Mistel- und Singdrosseln zu beobachten, während im Oktober aus Osteuropa kleine Trupps von Rotdrosseln ankommen, die in Mittel- und Westeuropa überwintern. Diese Drosseln sind leicht mit den Singdrosseln zu verwechseln, am besten ist die Rotdrossel an einem hellen Streifen über den Augen und rostroten Flanken zu erkennen. In kleinen Fichtenbeständen leben das Winter- und das Sommergoldhähnchen, die zu den kleinsten Vögeln Europas gehören und nur 5–6 Gramm wiegen. Es gibt drei Wildtaubenarten im Naturschutzgebiet: Die einer Brieftaube ähnliche Hohltaube, die kleine Turteltaube und die wesentlich größere, zahlreich vorkommende Ringeltaube. Große Schwärme an Bergfinken verlassen im Herbst ihre Brutgebiete in Skandinavien und einige überwintern am Donoperteich. Es sind nahe Verwandte unserer heimischen Buchfinken. Ein weiterer Wintergast ist der sibirische Tannenhäher, der in manchen Jahren in großer Anzahl nach Mitteleuropa kommt, ausgelöst durch Nahrungsmangel in seiner sibirischen Heimat. Er unterscheidet sich jedoch deutlich von unserem heimischen Eichelhäher durch seinen längeren Schnabel und seine schokoladenbraune Färbung, die von weißen Flecken unterbrochen wird. Gelegentlich ist der Fichtenkreuzschnabel und sogar der Kiefernkreuzschnabel aus Skandinavien zu beobachten. In dichten, jungen Nadelbäumen und Hecken brüten Schwanzmeisen, dessen Schwanz beim ausgewachsenen Vogel erheblich länger als der Körper ist. Alle übrigen sechs heimischen Meisenarten sind ebenfalls am Donoperteich zu finden, so die Kohl-, Blau-, Tannen-, Hauben-, Sumpf- und Weidenmeise. In der Nähe des alten Forsthauses in alten Hecken sind Goldammern zu beobachten, die jedoch am Boden brüten. In ihrer Nachbarschaft in den Bäumen am Rand der Felder des Schlepperhofs leben Girlitze, Grünlinge und Hänflinge und am ehemaligen Schießplatz singen Mönchs-, Garten- und Klappergrasmücken.
Am Teich und am Hasselbach findet man die Gebirgsstelze und die Wasseramsel. Sie ist der einzige Singvogel, der schwimmen und tauchen kann. Manchmal besucht auch ein Eisvogel den Hasselbach, obwohl er hier nicht brütet, weil er keine schnellfließenden Gewässer liebt. Auf dem Donoperteich selbst leben das Jahr über Stockenten, aber auch Krikenten, Knäkenten, Schellenten und Gänsesäger sind schon beobachtet worden.
In den Kronen einer alten Eiche hat ein Mäusebussard seinen Horst und an sonnigen Vorfrühlingstagen ist das Balzspiel dieser großen Greifvögel zu beobachten. Ein Wintergast aus Nordskandinavien ist der Rauhfußbussard, während in der warmen Jahreszeit ein Wespenbussard aus Afrika am Donoperteich gesichtet wurde.

## Pflanzenwelt

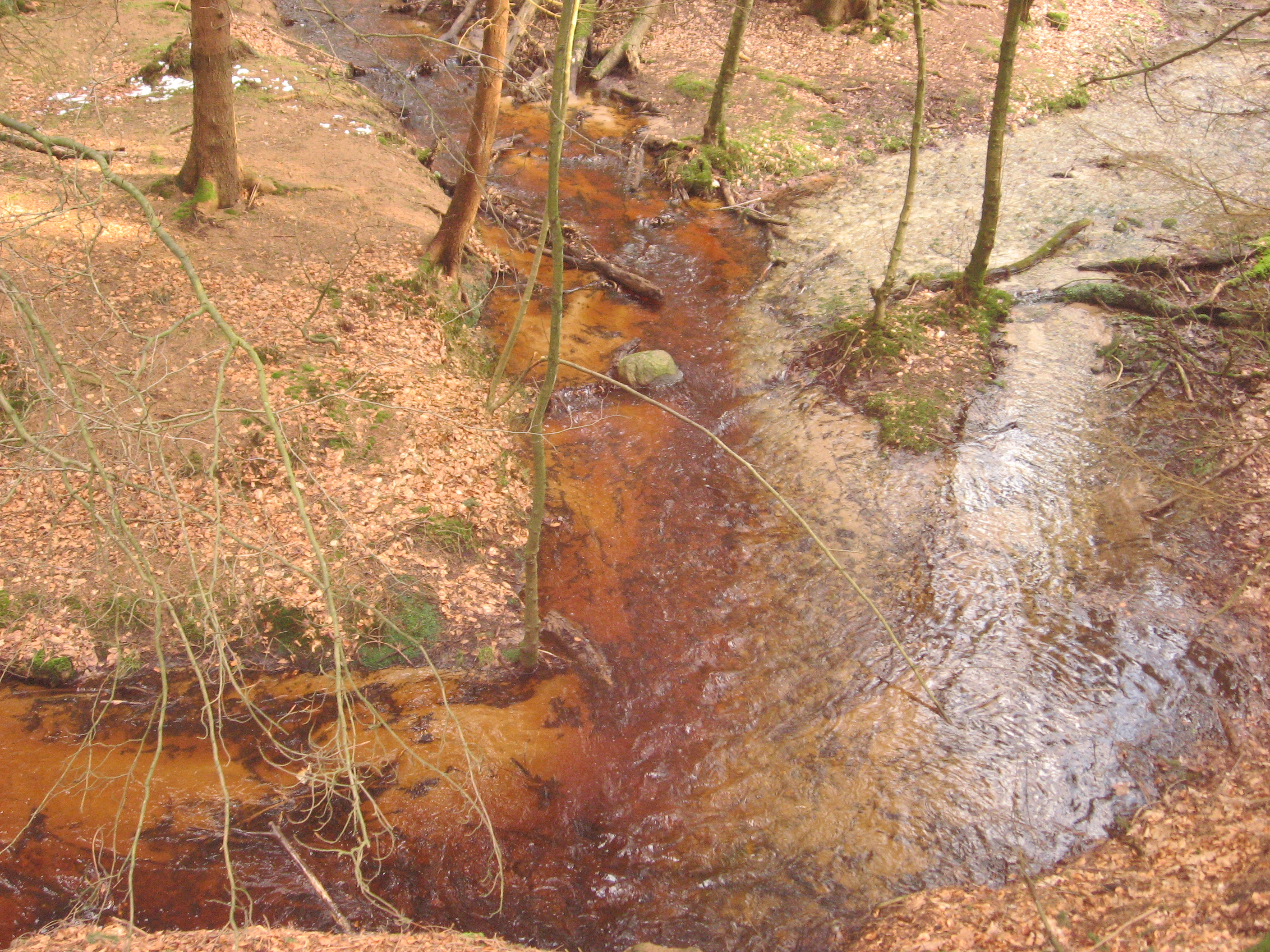
Zusammenfluss des Hasselbaches (links) mit einem seiner kleinen Zuflüsse, 2007

Im kalk- und nährstoffreichen Wasser des Donoperteiches und des Krebsteiches gedeihen das Schwimmende Laichkraut, das Kleine Laichkraut und der Wasser-Hahnenfuß. Der Krebsteich ist wesentlich stärker als der zuletzt 1977 entschlammte Donoperteich verlandet, deshalb sind hier Bestände des Teich-Schachtelhalms, der Schnabelsegge, der Wasser-Schwertlilie, des Schmalblättrigen Rohrkolbens und des Gilbweiderichs zu finden. Auf die Röhrichtzone schließt sich landeinwärts ein Buschwerk an, das aus der Ohrweide, der Grauweide und dem Faulbaum besteht. Daran rankt sich der Bittersüße Nachtschatten empor. An der Einmündung des Hasselbachs in den Donoperteich wachsen Schwarzerlen und auf dem Flachmoortorf des Bodens gedeihen die Rasenschmiele, die Langährige Segge und das Sumpf-Reitgras.
An den Quellen und Bächen, die dem Hasselbach zufließen, findet die Brunnenkresse und der Schmalblättrige Merk vorzügliche Lebensbedingungen, wie auch der Falten-Schwaden, der Bachbungen-Ehrenpreis, das Sumpf-Vergissmeinnicht, das Rosarote Weidenröschen und die aromatisch duftende Wasserminze. An einigen Stellen ist das seltene Quellgras zu finden, das in Lippe außerdem nur noch im Hardisser Moor wächst.
Über Jahrhunderte hinweg diente der Laubwald am Donoperteich der Hudewirtschaft und der Laubheugewinnung. Davon zeugen viele Masteichen und Mastbuchen im Weginghauser Bruch und an der Lopshorner Allee, die typische Borkenwucherungen an den Stämmen durch Verbiss aufweisen. Auffallend sind die sogenannten Mehrbrüderbäume, vielstämmige Buchen, die durch mehrere Setzlinge (Heister) in ein Pflanzloch entstanden. Durch eine gemeinsame Einhegung konnten sie nun besser vor Verbiss geschützt werden und sind typisch für eine Hudelandschaft. Zahlreiche Pilze, Moose und Flechten besiedeln die alten Eichen und Buchen, sogar der Tüpfelfarn wächst infolge der hohen Luftfeuchtigkeit in den Ästen einiger Eichen.